# 吳大震
吳大震（1543年？—1612年？），字東宇，號长孺，又號市隱生，明代歙縣人。
生卒年不詳，約明神宗萬曆中在世。擅長填詞，作传奇《練囊記》、《龍劍記》兩種，今皆不存。約萬曆四十年（1612年）窮老以歿。著有《廣艷異編》。其子吳之俊登萬曆四十一年進士第，官任南京刑部主事，他因此而蔭封赠為知縣。